# Fredlanea guaranitica
Fredlanea guaranitica là một loài bọ cánh cứng trong họ Cerambycidae.